# Robert Woodworth

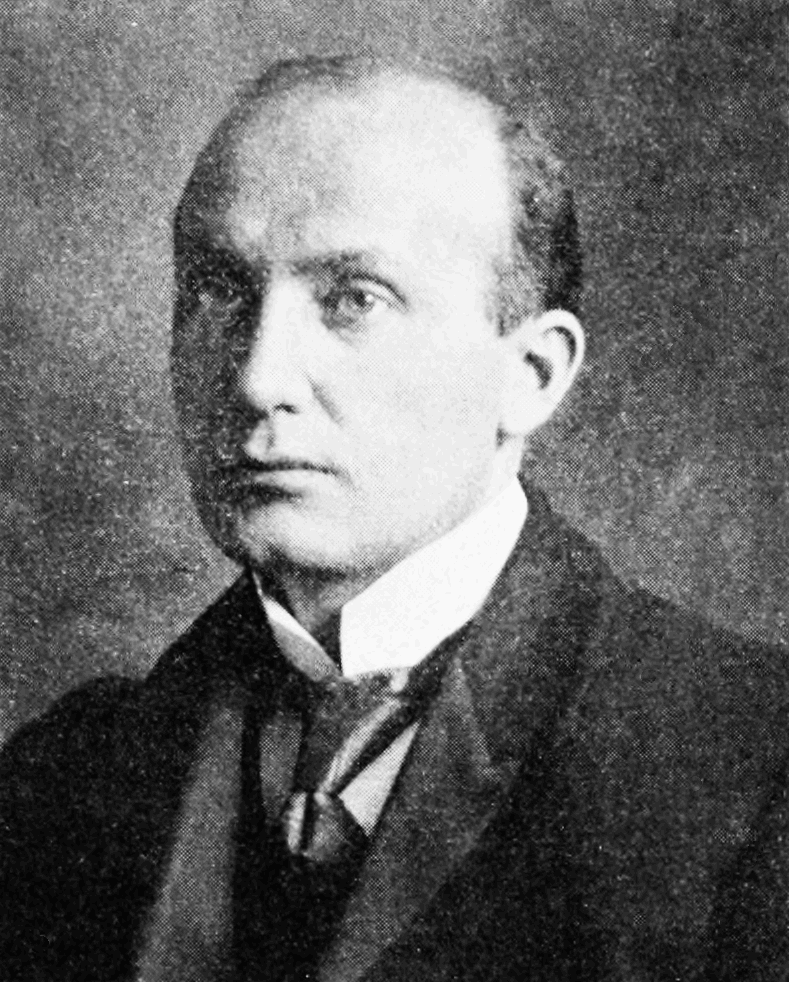
Robert Woodworth

Robert Sessions Woodworth (ur. 1869, zm. 1962) – amerykański psycholog, profesor Columbia University.
Opracował i opublikował w 1917 r. test psychologiczny nazwany "Arkuszem Danych Osobistych" (ang. Personal Data Sheet lub Woodworth's Personal Data Sheet), uważany za pierwszy test badający osobowość.
Wspólnie z Jamesem Cattellem i Edwardem Thorndike'm założył w 1921 r. Psychological Corporation, pierwszą na świecie instytucję zajmującą się wydawaniem testów psychologicznych.

## Ważniejsze dzieła
- Experimental Psychology (1938)(współautor: A.T. Poffenberger)
- Psychology (1921)